# Eđšeg
Eđšeg (în sârbă Еђшег, transliterat: Eđšeg; în maghiară Egység) este un castel urban de tip conac situat în Novi Sad, Voivodina, Serbia. A fost proiectat de arhitectul Molnár György și construit de Karl Lehrer în 1890.

## Nume
Numele Eđšeg provine de la cuvântul maghiar Egység ce înseamnă „Unitate” în română sau „Jedinstvo” (Јединство) în sârbă și care totodată era numele unui club de sport care și-a desfășurat activitatea în conac după al Doilea Război Monial.

## Istorie
Edšeg a fost construit în ceea ce cândva era periferia Novi Sadului, pe Futoški put, pe actuala stradă Antona Čehova. A fost construit de clubul de tir sportiv („Societas Jaculatoria” sau „Građansko streljačko društvo”) din Novi Sad. Proiectat și construit în 1890 cu ocazia a o sută de ani de la înființarea clubului de tir, a fost proiectat de faimosul arhitect György Molnár în pe atunci popularul stil eclectic și construit de Karl Lehrer.
După Al Doilea Război Mondial, proprietarul original al clubului de tir a fost condamnat de guvernul comunist al Iugoslaviei pentru o presupusă colaborare cu ocupanții maghiari, iar toate bunurile sale au fost confiscate și naționalizate pe 6 decembrie 1945. Clădirea a fost apoi dată în folosință de către guvern clubului de tir „Jedinstvo” (Јединство), clubul după care a fost numit conacul. După aceea a fost folosită de multe alte grupuri, dar și-a pierdut întrebuințarea la sfârșitul secolului al XX-lea.
Pentru un timp îndelungat, conacul a fost lăsat în paragină, găzduind mulți oameni fără adăpost și dependenți de droguri.
În 2007, clădirea a fost salvată de la demolare datorită faptului că a fost declarată monument cultural de mare importanță și a intrat sub protecția statului sârb.
În timp ce acoperișul a fost reconstruit preventiv în 2000, pentru ca acesta să nu se prăbușească și pentru a împiedica ca interiorul să fie afectat de condițiile meteorologice, procesul de reconstruire în întregime a avut loc între septembrie 2010 și iunie 2012, cu finanțare din partea Novi Sadului. Lucrările de construcție au fost supravegheate de Institutul pentru Protecția Monumentelor Culturale, iar suma de bani investită în reconstruirea sa a fost de 55 de milioane de dinari sârbești. A fost inaugurat în 15 septembrie 2014.
În 8 septembrie 2018, conacul Edšeg a devenit un centru cultural (Kulturna Stanica Eđšeg), iar acum este un loc ideal pentru evenimente culturale și artistice, concerte, competiții, spectacole de teatru, recitaluri ș.a. A fost una dintre locațiile centrale pentru desfășurarea de evenimente culturale în 2022, când Novi Sadul devenise Capitală Europeană a Culturii.

## Caracteristici
Proiectat în stil eclectic, conacul constă din trei săli laterale și o sală mare de bal. Interiorul sălii principale este decorat minuțios, iar tavanul este pictat cu scene de vânătoare și din viața la sat, cu motive florale stilizate și geometrice. Pilaștrii sunt în stil corintic, iar interiorul este bine iluminat. Conacul are un turn central folosit drept intrare, iar de fiecare parte o fațadă simetrică cu trei arcade cu ferestre. Coridorul este bine iluminat și este de culorile ocru deschis, alb și auriu.
După renovări, conacul a primit instalații electrice moderne, încălzire prin pardoseală (alimentată de acumulatori moderni de energie geotermică aflați în curte), aer condiționat incorporat, instalație de iluminat decorativ și funcțional, precum și instalații pentru urgențe în caz de incendiu sau furt.

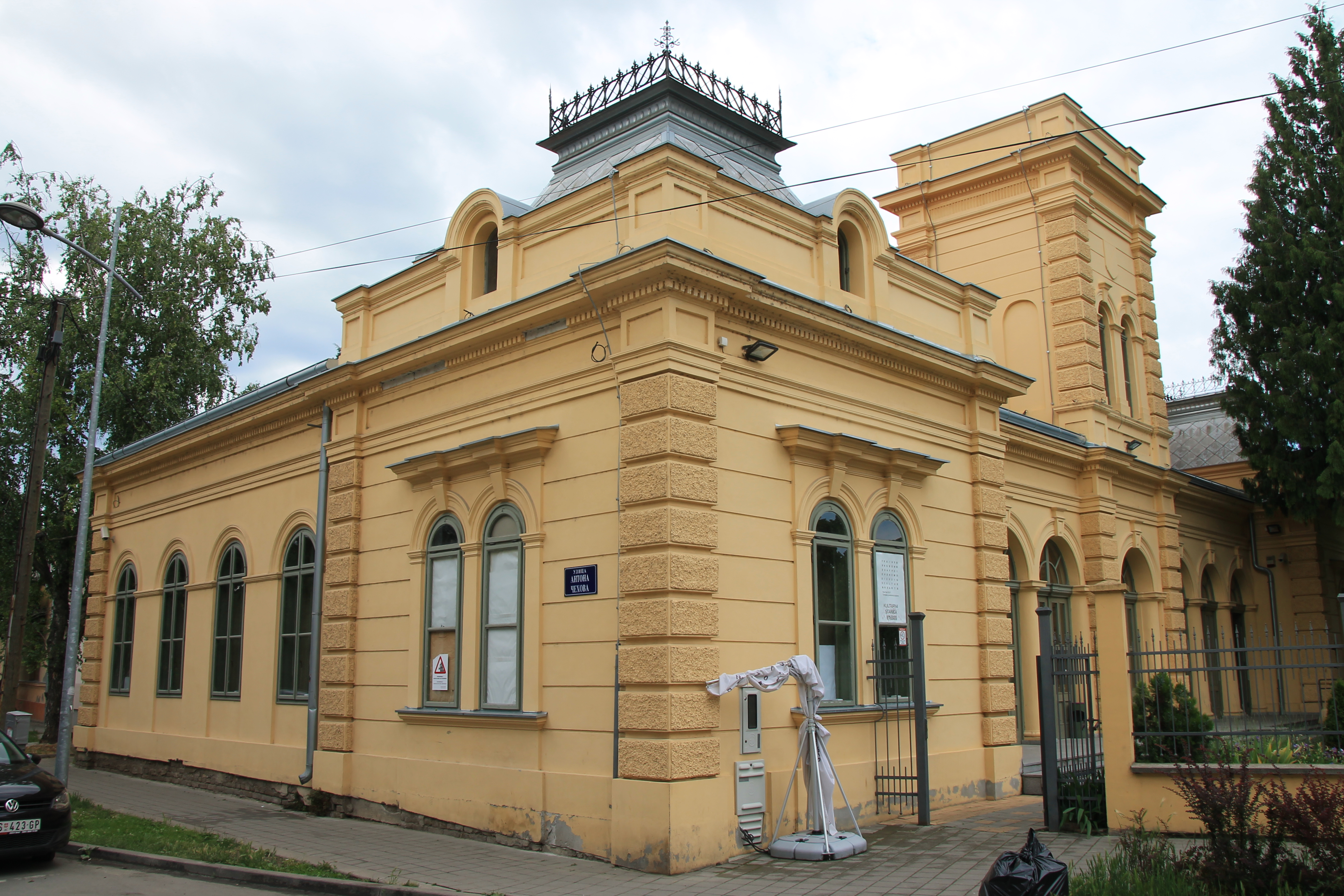
Privire din laterala castelului Eđšeg
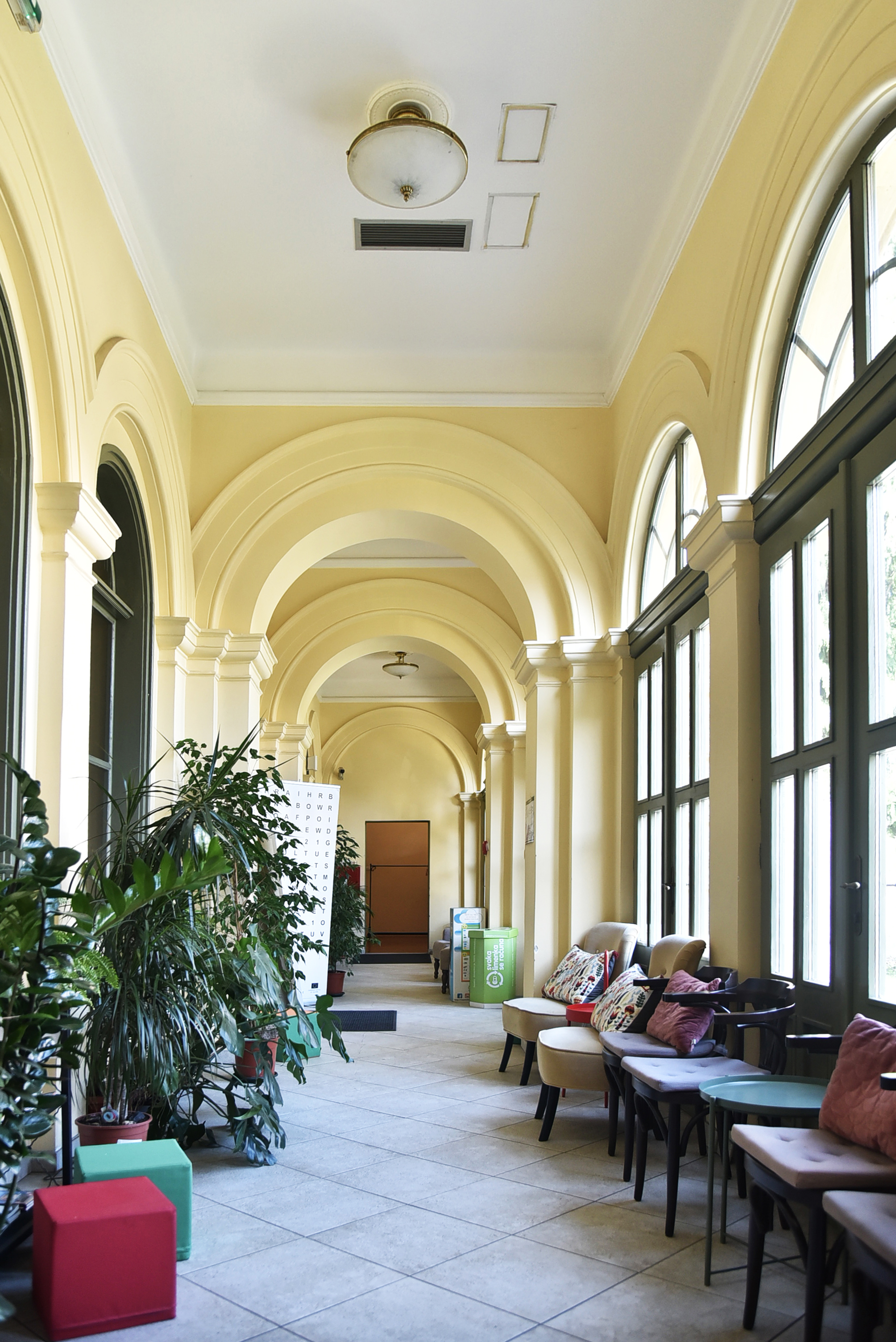
Privire asupra părții drepte a coridorului
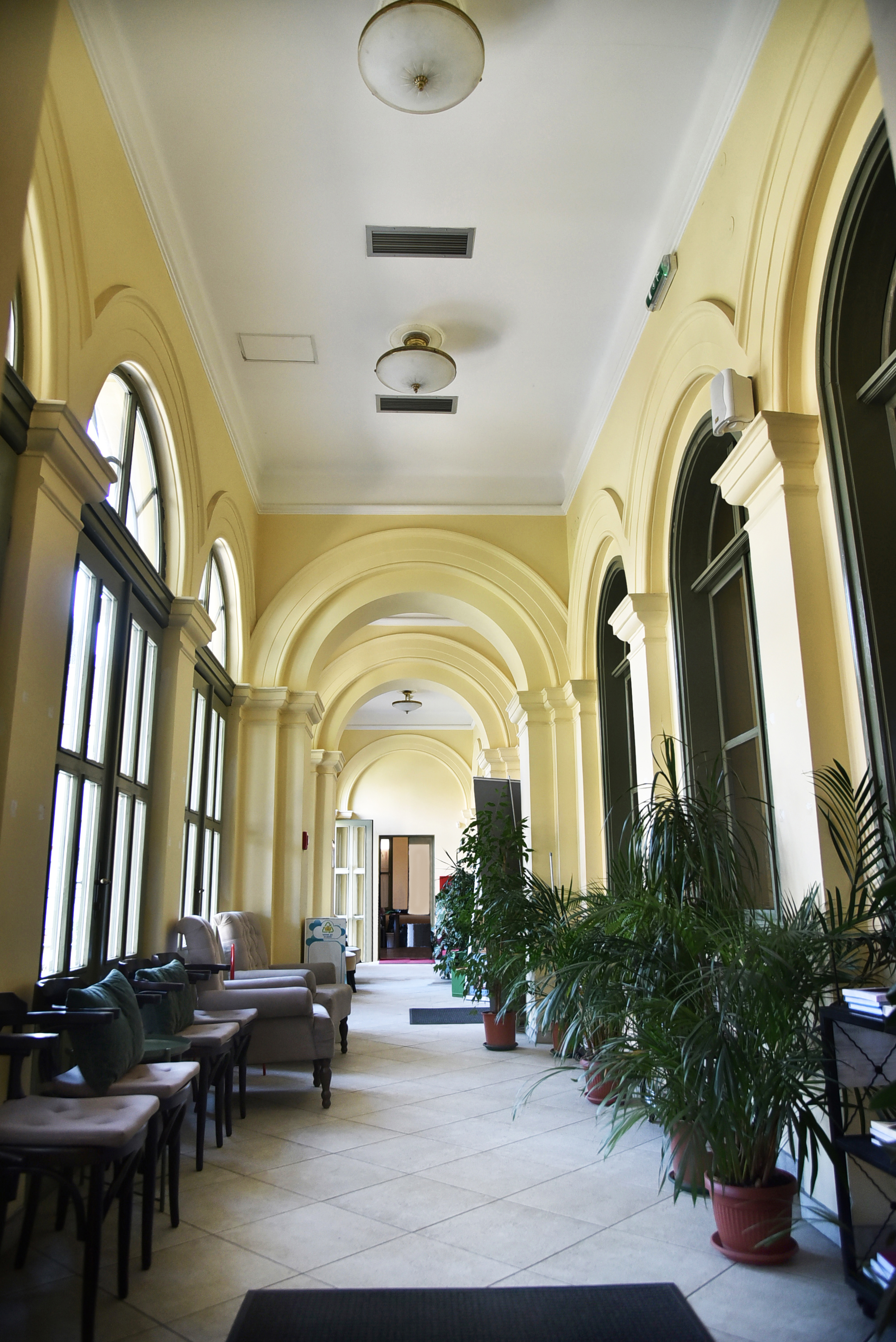
Privire asupra părții stângi a coridorului
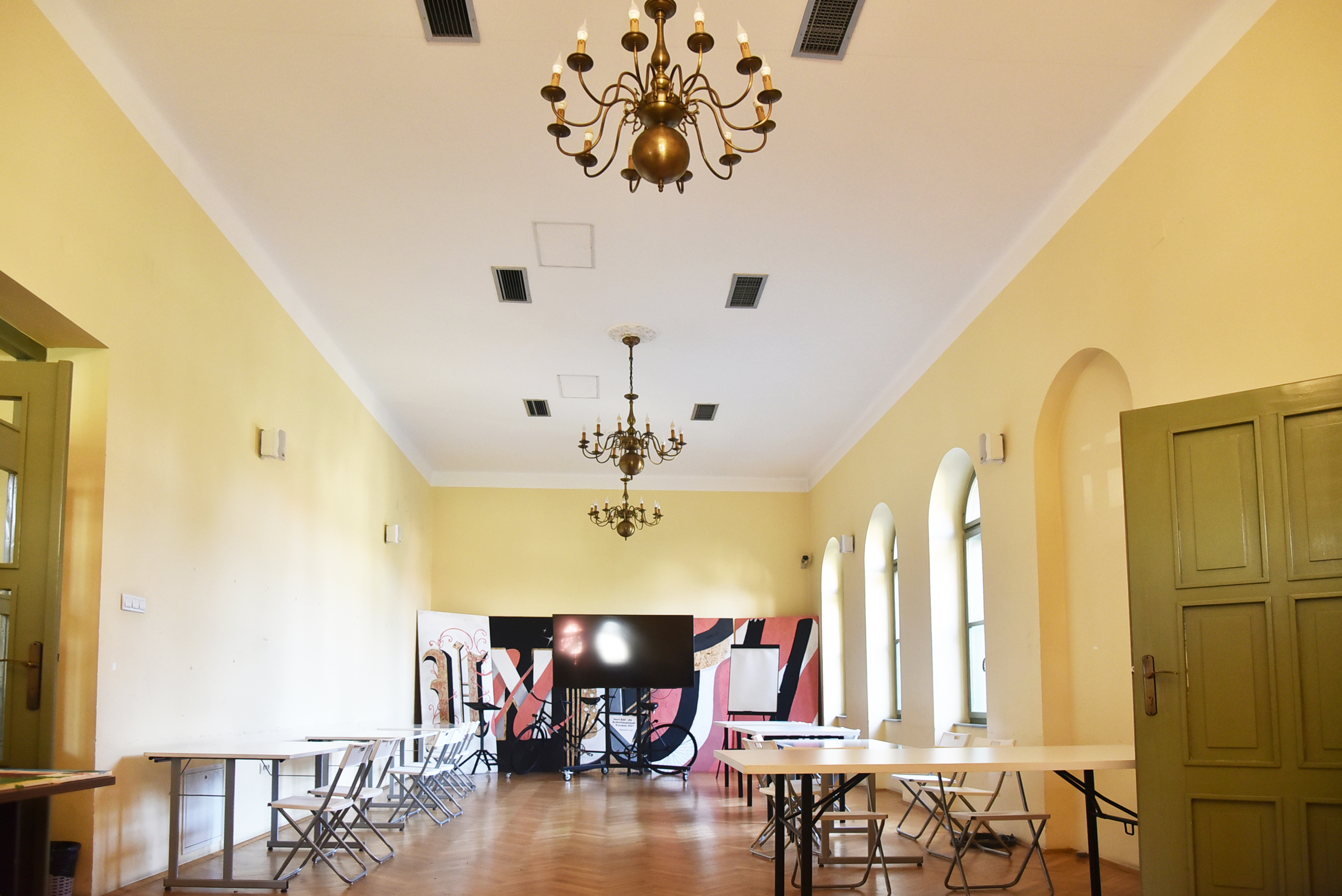
Una dintre cele trei săli laterale
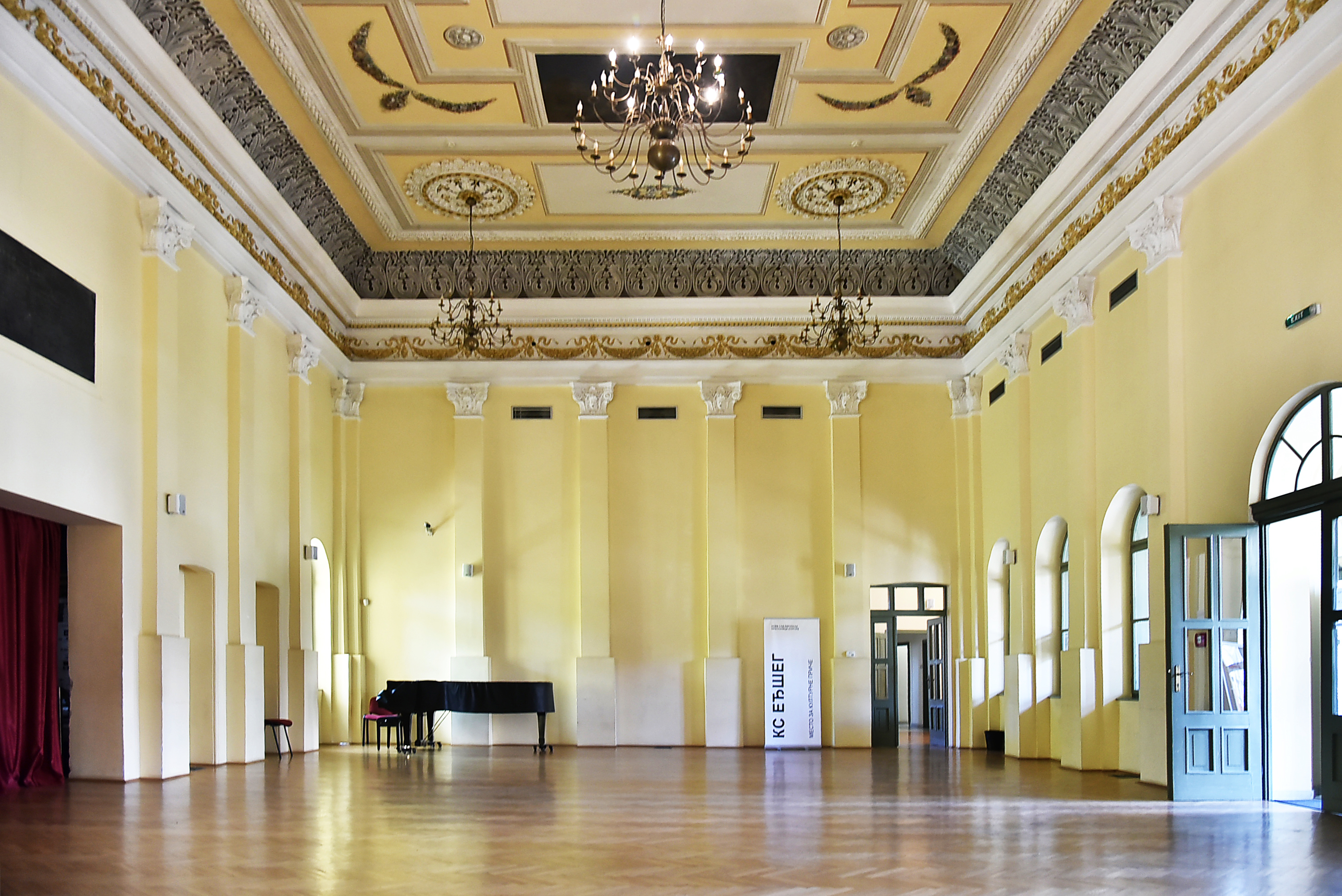
Sala principală de bal
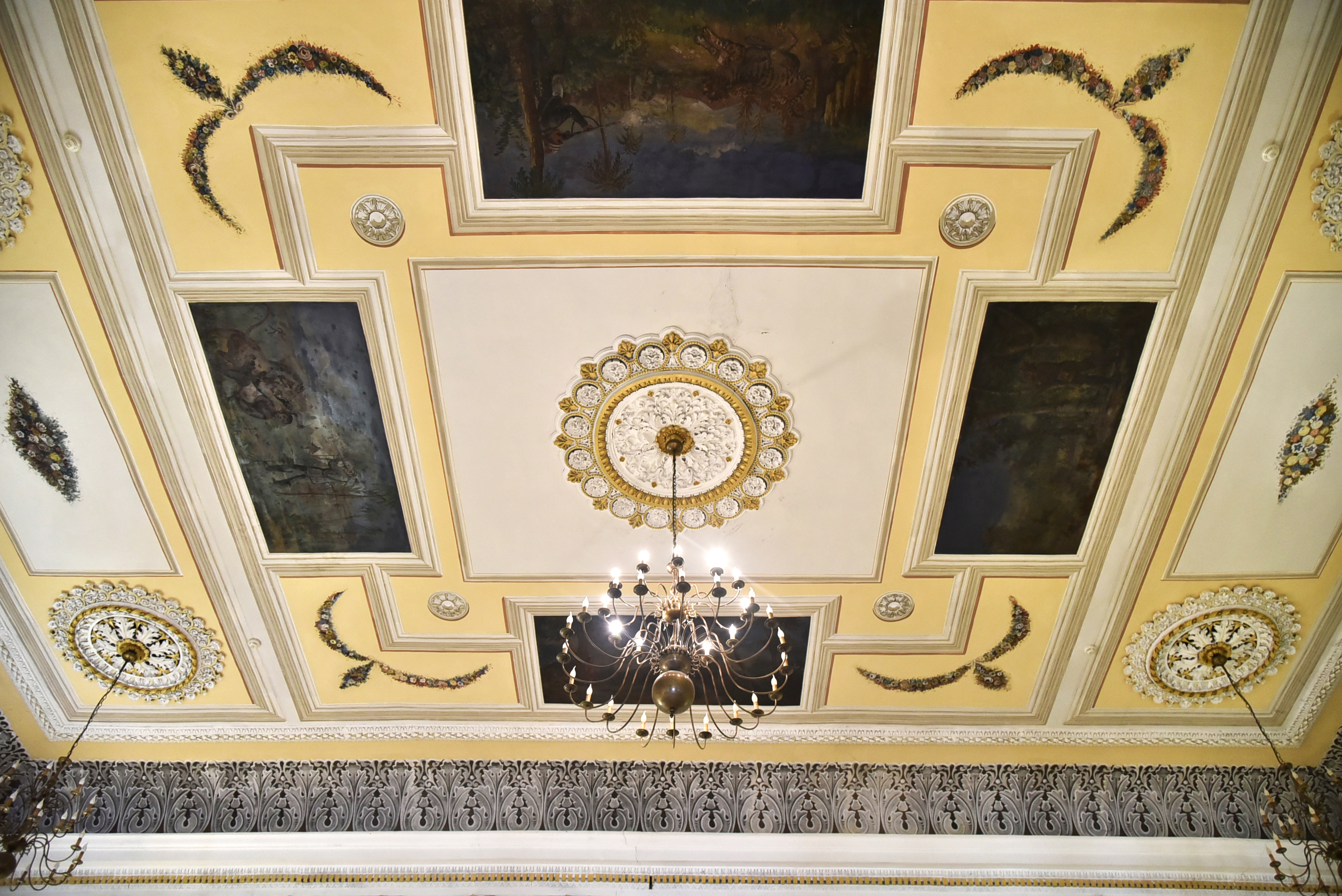
Decorul tavanului sălii principale de bal